# Foutsia
Foutsia is een geslacht van vliesvleugeligen uit de familie Eurytomidae. De wetenschappelijke naam van dit geslacht is voor het eerst geldig gepubliceerd in 1971 door Burks.

## Soorten
Het geslacht Foutsia is monotypisch en omvat slechts de volgende soort:
- Foutsia philodendri Burks, 1971